# إدي رووي
إدي رووي (21 يوليو 1920 - 17 ديسمبر 1989)  (بالإنجليزية: Eddie Rowe)‏ هو لاعب كريكت بريطاني (وحمل سابقاً جنسية المملكة المتحدة لبريطانيا العظمى وأيرلندا).